# Vrijdagmoskee van Pilibhit

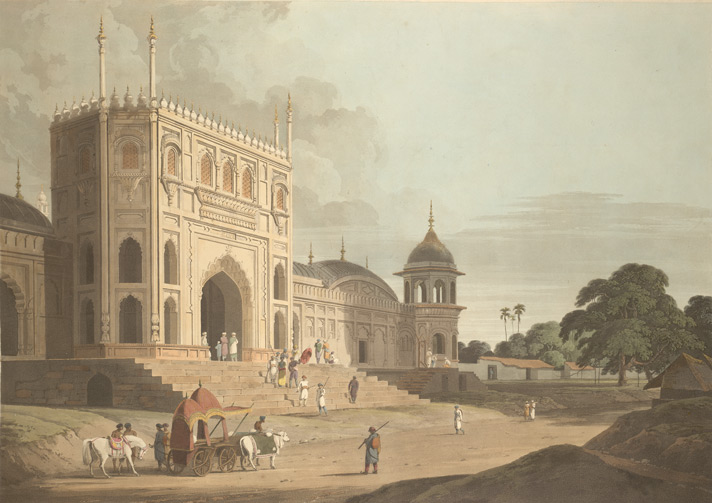
Jama Masjid, Pilibhit, 1780, British Library

De Vrijdagmoskee of Jama Masjid (Hindi: जामा मस्जिद, Arabisch: جامع مسجد) is de belangrijkste en grootste moskee in de stad Pilibhit in de Indiase deelstaat Uttar Pradesh.

## Delhi
De Jama Masjid in Pilibhit is een replica van de Vrijdagmoskee van Delhi. De grootte is het enige wezenlijke verschil tussen de twee bouwwerken.

## Geschiedenis
De Jama Masjid is in 1769 in Pilibhit gebouwd door mogol Hafid Rahmat Khan, de Afghaanse leider van de Rohilla-Afghanen in westelijk Avadh. De bouw van moskee had indertijd een kostprijs van 300.000 roepie. Voordat de moskee bestond, bevond zich ter plaatse een vijver. In de Jama Masjid bevindt zich nog altijd een zonnewijzer uit tijd van de constructie.

## Bouwstijl
De toegangspoort is gebouwd in typische Mogolstijl en is een eerbetoon aan de toegangspoorten van de Jama Masjid in Delhi. De omheining rond de moskee toont het typische Bengaalse dak dat men vindt in de uitbreidingen die Shahjahan heeft aangebracht aan het mogolpaleis in Agra.

## Gebruik en gevolgen
Elke vrijdag komt een grote menigte moslims uit de stad en omliggende plaatsen tezamen bij de Jama Masjid om het vrijdaggebed te bidden. Elke dinsdag organiseert men ter plaatse ook een kleine markt, hetgeen veel schade toebrengt aan het historische gebouw.

## Etymologie
De door de islamitische mogols gegeven Arabische naam Jama Masjid betekent letterlijk "moskee van samenkomst". Dit verwijst naar de samenkomst vrijdag voor de salat al-djuma oftewel het vrijdaggebed. Het woord "جامع" heeft de wortel "ج م ع", dezelfde wortel die aanwezig is in de Arabische uitdrukking voor "vrijdag": "yum aldjuma" ("يوم الجمعة").